# 哈皮·钱德勒
老阿尔伯特·本杰明·“哈皮”·钱德勒（英語：Albert Benjamin "Happy" Chandler, Sr.，1898年7月14日—1991年6月15日）是来自美國肯塔基州的政治家，曾担任该州第44和49任州长和联邦参议员。除了政治生涯外，他还曾于1945到1951年担任第二任大联盟执行长，并于1982年入选美国国家棒球名人堂博物馆。他的孙子本·钱德勒曾担任肯塔基州第六国会选区的联邦众议员。
钱德勒在特兰西瓦尼亚学院就读期间是位拥有多种体育才能的运动员，他曾短暂考虑以棒球为职业，但最终决定取得法律学位。毕业后，他于1928年以民主党人身份当选肯塔基州参议员，拉开从政序幕。两年后，他当选肯塔基州副州长，但与新任州长鲁比·拉冯不和，并且双方的分歧还因州消费税的问题进一步加大，作为州参议院会议主持人，钱德勒极力阻止州长支持的消费税法案，而拉冯在州议会的盟友则通过剥夺副州长的多项权力来还以颜色，法案最终以微弱差距通过。钱德勒有意继任州长，他知道拉冯会通过党派提名大会来钦点自己支持的人选作为候选人，为此他等到拉冯离开肯塔基州的机会，以代理州长身份召集议会召开特别会议，讨论实行强制初选的法案。拉冯力图阻止，但法案还是得以通过，钱德勒顺利在初选中击败拉冯支持的托马斯·雷亚，然后又在普选以大幅优势轻取共和党对手金·斯沃普（King Swope），领先幅度创下肯塔基州州长选举的新纪录。肯塔基州在钱德勒担任州长期间废除了消费税，减少的税收则通过新增特许权税和所得税补充。他还对州政府进行大规模重组，为肯塔基州节约了大量开支，并且利用这些钱来支付州欠下的债务，改善州内教育和交通系统。
钱德勒相信自己注定会成为美国总统，他于1938年挑战联邦参议院多数党领袖阿尔本·W·巴克利，竞争后者的联邦参议员议席。竞选期间，在任总统富兰克林·德拉诺·罗斯福来到肯塔基州为巴克利宣传，最终钱德勒以大幅劣势落败。次年，肯塔基州另一位联邦参议员马维尔·米尔斯·洛根在任内去世，于是钱德勒辞去州长职务，以便支持者们可以任命他填补空缺。担任联邦参议员期间，钱德勒是弗吉尼亚州联邦参议员哈里·伯德（Harry F. Byrd）的门徒，奉行财政保守主义，他反对罗斯福的部分新政，并且公开对总统在第二次世界大战中以欧洲战场而非太平洋战场为优先的决定表示异议。1945年，钱德勒从参议员位置上辞职，以继任前不久去世的凯纳索·芒廷·兰迪斯担任大联盟执行长。这一期间他最引人注目的举动就是批准了杰基·罗宾森和布鲁克林道奇队的合约，有效实现了美国职棒大联盟的种族融合。他还为大联盟球员设立了首个退役基金，此举为他赢得“球员的执行长”称号。但是，棒球业主们对钱德勒的管理感到不满，1951年合约到期后就没有再续签。
执行长任期结束后，钱德勒返回肯塔基州，于1955年再度在州长选举中获胜。他在第二个任期中的主要成就包括整合州内公立学校并在肯塔基大学建立医学院，该学院之后更名钱德勒医疗中心来纪念他。这次州长任期结束后，他的政治影响力开始衰退，1963、1967和1971年连续三度参选州长都已失败告终。1988年，钱德勒在州长选举中支持黑马候选人华莱士·威尔金森，这在后者最终当选中起到了至关重要的作用。这年身为肯塔基大学校董会董事的钱德勒在一次会议上讲出了带有种族歧视色彩的字眼，但威尔金森之后拒绝就此要求钱德勒辞职。1991年6月15日，老阿尔伯特·本杰明·“哈皮”·钱德勒在92岁高龄去世，距93岁生日只差一个月，这也创下肯塔基州州长寿命的新纪录。

## 早年生活
阿尔伯特·本杰明·钱德勒于1898年在肯塔基州科里登的农村出生，他的父亲叫约瑟夫·赛法斯·钱德勒，母亲叫凯丽·钱德勒，桑德斯（Saunders）则是母亲的娘家姓。据称，约瑟夫从孤儿院中救出凯丽，两人在女方仅15岁时成婚，但未能找到双方的任何结婚纪录。阿尔伯特是家中长子，他的弟弟罗伯特（Robert）于1899年降世。两年后，他们还只有十几岁的母亲无法适应抚养两个孩子的压力而抛弃了家庭，她离开肯塔基州，把孩子留给了他们的父亲。钱德勒在自传中表示，母亲的离去是自己记得最早的一件事。多年后，他在佛罗里达州的杰克逊维尔找到了母亲，她已经再婚并且又生了3个孩子。罗伯特·钱德勒13岁那年从樱桃树上摔下来导致伤重不治:113。
阿尔伯特由父亲和亲戚养大，并且从8岁起就通过送报和在社区打零工从经济上基本实现自给自足:168。1917年，他在科里登高中毕业，在该校还是棒球和足球队的队长。父亲希望他学习从事牧师之职，但阿尔伯特选择到列克星敦的特兰西瓦尼亚学院（如今的特兰西瓦尼亚大学）学习:176。阿尔伯特在这所高校里得到一个伴随终身的绰号：“哈皮”（Happy，意为快乐），因为他总是很快乐。他通过为当地居民做家务挣钱支付自己的学费:169。阿尔伯特是特兰西瓦尼亚学院篮球队和棒球队的队长以及橄榄球队的四分卫。他的队友包括之后会入选大学橄榄球名人堂的达奇·迈耶（Dutch Meyer）:117:169。他还加入了兄弟会以及“ΟΔΚ”荣誉协会。1918年，第一次世界大战正在欧洲展开，美国陆军开始在特兰西瓦尼亚学院对学生进行军官训练，阿尔伯特接受了担任军官的训练，但战争在他正式入伍服役前就已结束:117。
1920的，钱德勒为红河谷联赛的格拉夫顿队投出了一场无安打比赛。他参加了萨斯卡通的职业棒球选拔赛，但未能入选。回到特兰西瓦尼亚学院后，他于1921年6月获得了文学士学位。接下来，钱德勒和级棒球队列克星敦红人（Lexington Reds）签约，之后会入主国家棒球名人堂的厄尔·康布斯（Earle Combs）是他的队友:119。经过短暂考虑是否要以棒球为职业后，钱德勒决定研习法律:120，并于同年进入哈佛法学院，通过在马萨诸塞州韦尔斯利执教高中体育支付学习费用。钱德勒之前的队友查理·莫兰（Charlie Moran）当时正在丹维尔执掌中央大学祈祷上校橄榄球队，他邀请钱德勒前去查探国家级劲旅哈佛绯红，该队即将同中央大学球队比赛:120。钱德勒对此写了大量笔记交给莫兰，结果中央在这场比赛中以6比0战胜哈佛，新闻报道中认为这是美国高校橄榄球历史上所爆的最大冷门:121。
一年后，钱德勒无法再负担哈佛的学费，他返回肯塔基州，在肯塔基大学法学院继续学习，并在凡尔赛执教高中体育，还于1923年成为肯塔基大学女子篮球队主教练。他成为中央大学的助理教练，为查理·莫兰担任球探，并在该校执掌新生橄榄球队:121。作为美国法学院优等生协会成员，钱德勒于1924年获得了法学士学位。次年，他获得律师从业资格，然后在凡尔赛开办了律师事务所。
1925年11月12日，钱德勒与玛格丽特·霍尔女子学校教师米尔德里德·沃特金斯成婚:121-122，两人之后一共有4个孩子：玛塞拉（Marcella）、米尔德里德（Mildred，昵称“咪咪”——）、小阿尔伯特（Albert, Jr.）和约瑟夫·丹尼尔（Joseph Daniel）:122。咪咪·钱德勒出演了1944年电影《四凤齐鸣》（And the Angels Sing），在其中出演登台献唱四姐妹的其中一位——另外三位分别是多萝西·拉莫尔（Dorothy Lamour）、蓓蒂·赫顿（Betty Hutton）和戴安娜·琳（Diana Lynn）——之后她退出了演艺圈，进入肯塔基州旅游部工作。
接下来的5年时间里，钱德勒一边从事法律工作，一边在高中教体育，同时还是中央大学的球探:169。他加入了许多兄弟会组织，如共济会、圣地兄弟会、圣殿骑士团和国际乐观社等:176。

## 早年政坛生涯
钱德勒的政治生涯从当选伍德福德县民主党主席开始:176。1928年，他成为该县巡回法院的首席专员。次年，他以民主党人身份当选肯塔基州第22选区州参议员:122。担任参议员期间，他与其他多位民主党议员结成同盟，通过立法剥夺了共和党州长弗莱姆·D·桑普森（Flem D. Sampson）的许多法定权力:28。

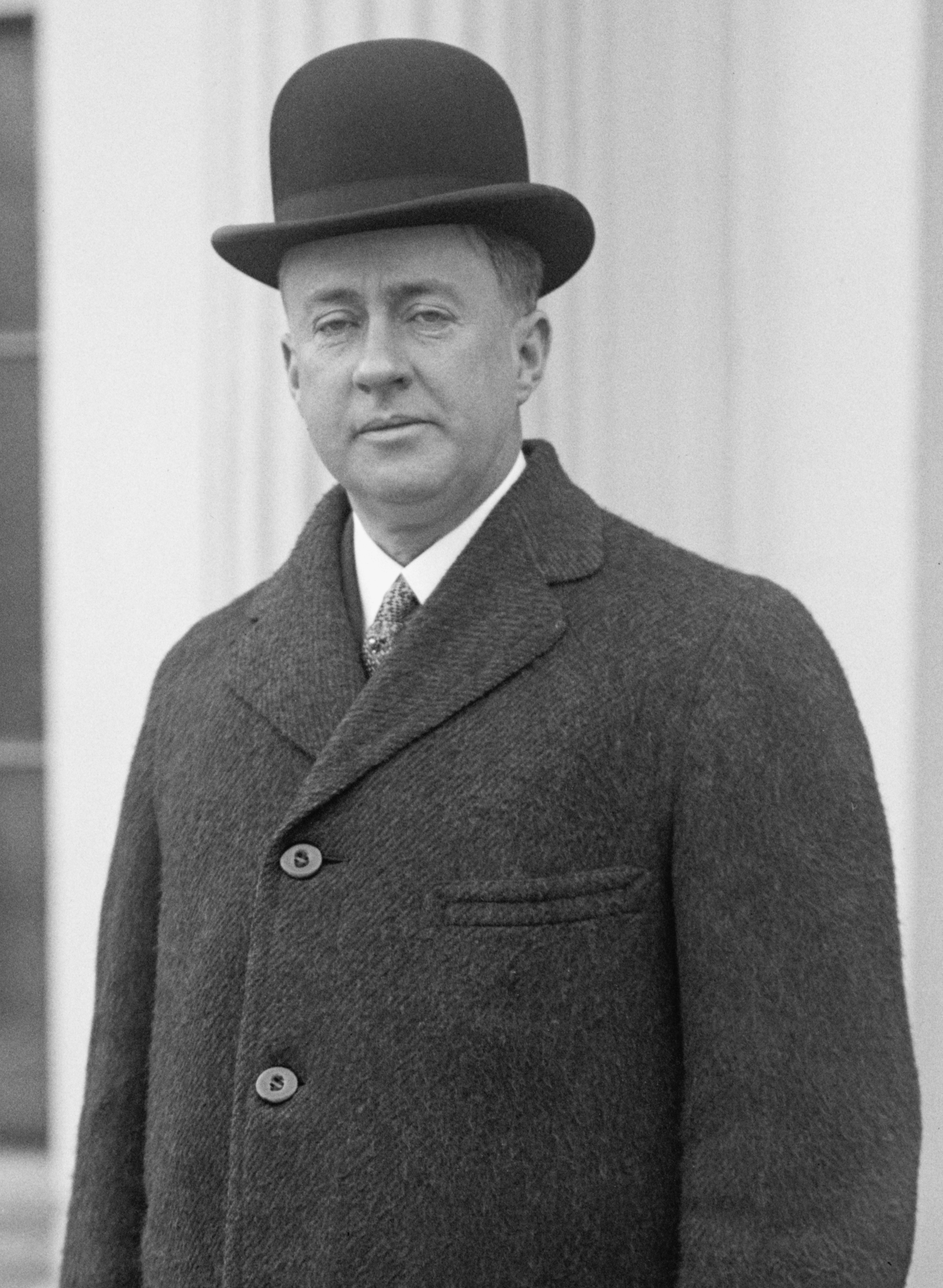
前州长J·C·W·贝克汉姆是钱德勒从政早期的盟友

随着1931年州长选举临近，钱德勒和来自普勒斯顿的杰克·霍华德（Jack Howard）都成为副州长的潜在候选人:294。当时党派内部派系林立，明争暗斗，因此民主党决定通过提名大会而非初选来选择州长候选人。联邦众议员弗雷德·文森支持霍华德，两人都是东肯塔基人，而钱德勒则拥有政治老板比利·克莱尔（Billy Klair）、小约翰逊·卡姆登（Johnson N. Camden, Jr.）和本·约翰逊（Ben Johnson）的支持:294。另一位政治老板米奇·布伦南（Mickey Brennan）也在民主党提名大会上选择支持钱德勒:294。
民主党州长候选人鲁比·拉冯在人选方向需要听从州内政治老板领头的政治机器，其中又以他的叔叔，联邦众议员波尔克·拉冯（Polk Laffoon）为主:294。但对钱德勒不利的是，拉冯是拉塞尔维尔政治老板托马斯·雷亚（Thomas Rhea）领头的民主党派系成员，该派系反对钱德勒的几位重要盟友，如前州长J·C·W·贝克汉姆、《路易斯维尔信使日报》（Louisville Courier-Journal）出版商罗伯特·沃斯·宾汉姆（Robert Worth Bingham）和政治老板珀西·海利（Percy Haly）:368。虽然两位候选人间存在不和谐之处，但共和党总统赫伯特·胡佛和州长桑普森任内日益严重的经济大萧条还是确保民主党轻松取胜:294。钱德勒一共得到了42万6247票，比共和党对手约翰·沃夏姆（John C. Worsham）的35万3573票要多7.2万余票。上任后，钱德勒在州议会大厦行政楼层设立了一间办公室并全职在此办公，相比之下，以往的副州长只有在需要主持州参议院会议的立法会议期间才会待在法兰克福:34。
钱德勒和拉冯之间的鸿沟在他们当选后不久因推行州消费税上的分歧而加大。拉冯赞成增收这一税项，而钱德勒反对。作为州参议院会议的主持官员，钱德勒和州众议院议长老约翰·布朗（John Y. Brown, Sr.）合作阻止这一税收的法案通过:177。对此，拉冯在州议会的同盟通过剥夺钱德勒作为副州长的部分法定权力来报复，这以后州议会两院均以一票之差通过了增收消费税的法案:177。
钱德勒几乎从担任副州长一开始就在为继任拉冯的州长职位做准备，因为两届立法会议之间的间隔期里没有任何宪法规定的义务，所以这一期间他就在紧锣密鼓的为自己的政治前程奠定基础:34。但是，拉冯已经明确表明，自己支持托马斯·雷亚继任:36。雷亚则请来声誉日隆的政治老板厄尔·C·克莱门茨（Earle C. Clements）来担任自己的竞选经理:36。克莱门茨来自摩根菲尔德，距钱德勒的故乡科里登很近，他在之后表示，如果钱德勒先行一步主动邀请，自己可能会同意主持他的竞选而非雷亚:36。结果，克莱门茨主持了钱德勒对手的竞选活动，并且在之后的30年里都是反钱德勒派民主党人的领袖:36。
钱德勒担心，控制着州民主党中央委员会的拉冯会试图通过召开提名大会而非进行初选来确保自己支持的人选成为民主党州长候选人，为此他走出了一着险棋来规避拉冯采取这一做法的权力。根据《肯塔基州宪法》，州长离开该州后，副州长将代理行使州长权力。1935年2月6日，拉冯前往首都哥伦比亚特区面见总统富兰克林·德拉诺·罗斯福，钱德勒于是作为代理州长要求州议会召开特别会议，讨论法案要求各党派必须举行初选而非提名大会来选派州长候选人:368。拉冯于次日回到肯塔基州，并质疑钱德勒是否有权做出这样的召集，但肯塔基州上诉法院于2月26日作出了对钱德勒有利的判决:170。
拉冯知道，初选法案会在州议会得到广泛支持，因为两院议员及其选民都已对党派提名大会缺乏信任:37。为此，他提出法案强制将初选分为两个阶段，如果第一轮投票没有任何候选人获得过半数支持，那么将实行两轮制初选:368。历史学家洛厄尔·哈里森（Lowell H. Harrison）认为，拉冯预计他的对手会提名年势已高的贝克汉姆来与瑞亚对抗，因此希望贝克汉姆因难以承爱两轮制初选的压力而放弃:368。不过新闻工作者约翰·艾德·皮尔斯（John Ed Pearce）有不同看法，称贝克汉姆早在特别会议召开前就已因身体状况欠佳以及唯一的儿子去世而拒绝参选:38。最终，州议会通过了拉冯提议的法案:37。

## 首个州长任期
由于贝克汉姆没有参选，反拉冯派民主党人于是转而支持钱德勒:368。钱德勒在初选中以不得民心的消费税为突破口，给雷亚贴上“消费税雷亚”（Sales Tax Tom）的标签，号召选民把肯塔基州从“鲁比、雷亚和废墟”（Ruby, Rhea, and Ruin）中解救出来:368。雷亚在首轮投票中领先，得到20万3010票，钱德勒则为18万9575票:305。另外还有弗雷德里克·沃利斯（Frederick A. Wallis）和埃兰·赫德尔斯顿（Elam Huddleston）分别得到了3万8410票和1万5501票:38。这意外着雷亚和钱德勒都没有获得过半数选票，两轮制初选因此开始:305。这次沃利斯和赫德尔斯顿都支持钱德勒，他也因此以26万零573票超过得票23万4124票的雷亚获得提名:38。

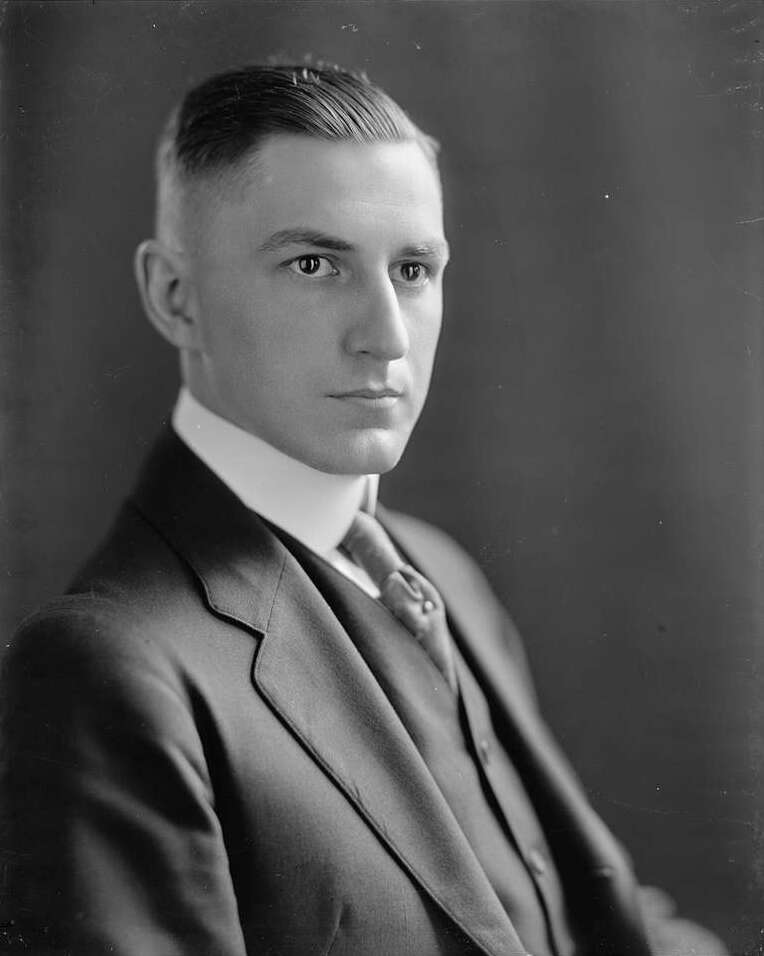
金·斯沃普（图）在1935肯塔基州州长选举中不敌钱德勒

进入普选后，钱德勒承诺废除消费税，降低燃油税，反对增收任何幅度的物业税，并且停止把州政府雇员薪金用在竞选活动上的百分比作为其考核项目的普遍做法:41。拉冯及其同盟对自己的失败感到愤怒，为此他们脱离了民主党，选择支持共和党候选人金·斯沃普:368。从政策角度来说，两党的差异很小，但双方都采用了针对个人的攻击手段:368。斯沃普一直有着严肃法官的声誉，这点上和钱德勒的个人魅力形成鲜明对比，后者将这点转变成自己的优势，戏称斯沃普为“陛下”:181。但当钱德勒吹棒自己在第一次世界大战期间的服役经历时，拉冯手下的民兵指挥官亨利·登哈特（Henry Denhardt）作出了反击，指出钱德勒不过是个接受过军校训练的学员，从未有过实战经历:42。这场选举的最终结果和前共和党总统胡佛和在任民主党总统罗斯福的较量基本相同:368，钱德勒以55万6262票轻松战胜得票46万1104票的斯沃普，超过9万5000票的差距也刷新了肯塔基州州长选举的纪录。钱德勒当选时还只有37岁，又创下了美国各州最年轻州长的新纪录:122:181。
钱德勒上任后的第一项举措就是设法废除拉冯任内通过的消费税:170。他还成功说服州议会废除两轮制初选，在将来的选举中采用单轮初选制:368。取消消费税会导致州财政收入减少，所以需要有其它途径补充，为此新州长任命以贝克汉姆领头的委员会起草预算案建议:182。钱德勒知道许多游说集团对自己的提议充满敌意，很可能会鼓励议员在立法会议期间故意制造僵局，直到宪法中规定的60天会期结束，他请求自己身在州议会的盟友在立法会议进行39天后休会，这样他就可以召集议员召开不受时间限制的特别立法会议，只有在受理他指定的议程后才能结束:182，这些议员同意了他的请求:182。
根据贝克汉姆领头委员会的建议，州议员通过增收特许权税来平衡取消消费税所失去的财政收入，增收幅度以进口威士忌特别突出，此举让1935年废除禁酒令成为可能:170。州议会还在会议期间通过立法增收肯塔基州历史上第一项所得税:182。钱德勒进一步提议，通过《1936年政府重组法》节省开支:182，该法对州政府进行了大规模重组，把行政分支下原有的委员会数量从133下大幅削减到22个。不过批评人士指出，该法将更多权力集中到了州长手中，指责钱德勒的支持是别有用心:309。
钱德勒用政府重组省下的税款消除州预算赤字，还偿还了肯塔基州的大部分债务。这又进一步节约了负债导致的服务和利息成本，相应款项则用于改善州内基础设施和教育机构:171。钱德勒拨款为州内学童提供免费教科书，建立教师养老基金，还向州内高校提供了大量资助:171。由于种族隔离制度的限制，黑人不能在肯塔基州的研究生院就读，为此钱德勒确保每年都会拨款5000美元帮助州内黑人前往其他州的研究生院深造:369。但是，他突然中止了州内高校废止种族隔离制度的努力，并且这样告诉一批白人和黑人教师：“在南方学校里让白人和有色人种一起接受教育绝非明智之举，这里还没有准备好呢。”
1936年，钱德勒敦促落实肯塔基州第一个农村公路工程，并借联邦《农村电气化法》的援助发展电力基础设施:171。他先实行了一项由早期宪法修正案授权的老年人援助计划，然后又在1938年提出另一项修正案，把有需要的儿童和盲人也列入州财政援助目标:171。钱德勒增加了对州内医院和精神病院的拨款，还在1937年俄亥俄河大洪灾期间自掏腰包资助法兰克福监狱的疏散工作:172。这场洪灾过后，州长说服议会在拉格兰奇建立了新的劳教所:369。
总的来说，钱德勒是工会组织的朋友，他支持矿工组织工会，还建立了州劳务关系部，禁止地方再将矿商任命为副警长:172。他还支持为联邦宪法增加童工修正案，成功确保州内通过反童工法，该法之前已经两次以较大差距未能在州议会通过:172:183。不过，他反对工厂只雇佣某一工会成员的做法，也反对静坐罢工，曾动用州国民警卫队前往哈伦县平息与劳工有关的暴力事件。
1936年肯塔基州联邦参议员选举来临之际，在任民主党参议员马维尔·米尔斯·洛根似乎胜算不大，钱德勒选择投桃报李，在民主党初选中支持前州长贝克汉姆竞争洛根的席位:310。此举令钱德勒昔日的盟友、民主党联邦众议员老约翰·布朗感到愤怒，他本期望自己在1935年州长选举中对钱德勒的支持能够在这次换来回报:310。心怀不满的布朗还是加入了角逐，他的参选分流了贝克汉姆的选票，洛根很可能正是因此而保住了自己的席位:310。布朗之后一直都是钱德勒的政敌:310。
1936年，钱德勒获得肯塔基大学的名誉法学博士学位，次年，哈佛大学也授予他同一学位。

## 联邦参议员
罗伯特·宾汉姆（Robert Bingham）和珀西·海利均在1937年逝世，·贝克汉姆这时也年势已高——他将于1940年辞世——钱德勒于是填补了党派的权力真空，消除了多个对立派系:369。他很快开始相信自己命中注定会成为美国总统:368。1937年中期，他开始主张任命肯塔基州联邦参议员马维尔·米尔斯·洛根担任联邦最高法院大法官，这样他作为州长就可以自我任命来填补空缺:312。1938年1月，大法官乔治·萨瑟兰（George Sutherland）去世，罗斯福总统于是有了满足钱德勒愿望的机会，但洛根这时已经63岁，罗斯福希望能提名更年轻的大法官，肯塔基州资深联邦参议员阿尔本·W·巴克利推荐訟務次長斯坦利·福尔曼·里德（Stanley Forman Reed）:312，最终罗斯福听从了巴克利的建议提名里德继任:312。
钱德勒急切地想要扩大自己的权力，同时也对罗斯福和巴克利无视自己的建议感到愤怒，所以他没有出席1938年1月22日举行的一场已经计划很久、旨在向巴克利致敬的晚宴。他在路易维尔的一家俱乐部另行操办了晚宴活动，并宣布自己有意在即将到来的民主党联邦参议员初选中挑战巴克利，后者也于次日宣布自己将竞选连任。1月26日又有一位联邦法官去世，罗斯福有了第二次任命参议员洛根担任法官并安抚钱德勒的机会，但洛根这次却拒绝接受。1月31日，总统和州长在哥伦比亚特区会面，罗斯福敦促钱德勒暂缓进军参议院的雄心。但是，他政治上的导师、弗吉尼亚州联邦参议员哈里·伯德支持钱德勒挑战巴克利，这让他深受鼓舞。州长接受了伯德的建议，于1938年1月23日在肯塔基州纽波特正式宣布参选。:312-314

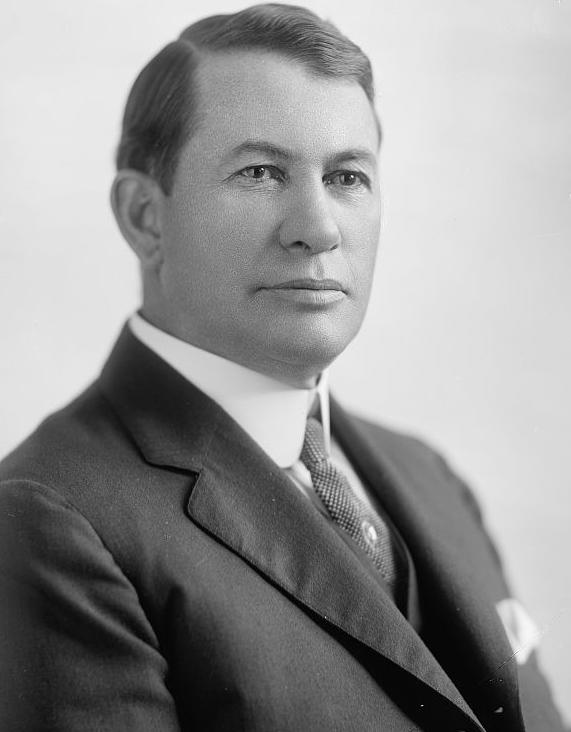
阿尔本·巴克利（图）面对钱德勒的有力挑战仍然在1938年选举中保住了联邦参议员席位

巴克利前不久以一票之差当选联邦参议院多数党领袖，是罗斯福总统及其新政的坚定支持者。钱德勒自认属较为保守的南方民主党人，对罗斯福及其新政保持警惕，力求能在1940年总统大选前取得党派主控权。但是，罗斯福在肯塔基州有非常强烈的民意支持，导致钱德勒处于非常尴尬的境地，一方向他要向总统个人表示支持，同时却又要反对总统认可的参议院领袖以及新政立法举措。4月，民意调查显示巴克利以2比1的大幅比例领先钱德勒，5月3日，支持新政的佛罗里达州联邦参议员克劳德·佩珀（Claude Pepper）终于说服钱德勒放弃自己对新政的反对立场。:310, 314-316
1938年5月下旬，钱德勒的竞选经理公开声称，以公共事业振兴署为典型的多家联邦救援机构都在公然为巴克利的连任服务:316。公共事业振兴署驻肯塔基州的管理者否认了这一指控，资深记者托马斯·伦斯福德·斯托克斯（Thomas Lunsford Stokes）开始对该机构在肯塔基州的活动展开调查，最终他在8篇有关巴克利和钱德勒竞选的系列报道中提出了22项政治腐败指控:317。联邦公共事业振兴署署长哈里·霍普金斯声称，该机构进行内部调查得出的结论证实，斯托克斯的所有指控中有20项站不住脚，但这位记者还是因自己的调查荣获1939年的普利策报道奖:317。这次调查后，联邦国会通过了《1939年哈奇法》，对将来选举中公共事业振兴署的参与设限:369。
这场调查对巴克利产生的不利影响很小，因为钱德勒在竞选期间也动用了自己的州长权力。丹·塔尔博特（Dan Talbott）是钱德勒的其中一位首席政治顾问，他鼓励州内职工的管理人员向那些对钱德勒的初选形式“表现悲观”的员工施以惩罚性措施。此外，州长还启动了农村道路建设工程，聘请他的忠实支持者修筑新路。支持钱德勒的州内工人还获聘向州内老年居民送交养老金支票，有指控称这些工人要求接受支票的老人保证会支持钱德勒，否则会把支票扣留，而塔尔博特对此也没有否认。:318-319
1938年7月8日，罗斯福总统到访肯塔基州，为巴克利摇旗呐喊。身为州长，钱德勒前往卡温顿迎接总统到来。他希望能因距离总统最近而对选举有所助益，所以在敞篷车的后座上坐在了总统和巴克利之间，这辆车会把他们送到罗斯福首场演说的预定地点拉脱尼亚赛马场。总统在肯塔基州期间既表示对巴克利的支持，又对州长保持友好，罗斯福离去后，钱德勒特别强调了总统对自己的正面评价，而负面评价则要么轻描淡写，要么视而不见。:321-323
竞选后期，钱德勒感染了疾病，出现畏寒、胃痛并且发高烧的症状:324。起初他声称自己在一年前也出现过类似症状，但之后改口称自己是“肠道中毒”:324。他的医生宣布，钱德勒、塔尔伯特和一位州警官都在一次广播演说期间喝了提供给州长的“毒水”后病倒:324。钱德勒声称，巴克利竞选阵营中有人试图向自己下毒，但无论是媒体还是选民都对这一指控缺乏信任:370。巴克利还在竞选过程中经常嘲讽此事，他会先接过他人端来的水，然后又打个寒颤将水递回去:370。巴克利还向观众们指出，是比他年轻得多的钱德勒首先在艰苦竞选的压力下站不住阵脚:325。
由于钱德勒的竞选已经没有罗伯特·宾汉姆掌舵，《路易斯维尔信使日报》选择支持巴克利，1935年选举中钱德勒至关重要的支持群体劳工组织也倒向了巴克利:369。老约翰·布朗曾是州长的支持者，但他也在积极地为巴克利的选举奔走:328。最终，巴克利以29万4391票（占总票数的56%）战胜得票22万3149票（占总票数的42.6%）的钱德勒:370，剩下的1.4%则由其他多位候选人瓜分:326。钱德勒比对手票数要少7万零872票，这还创下了肯塔基州初选历史上的新纪录:326。

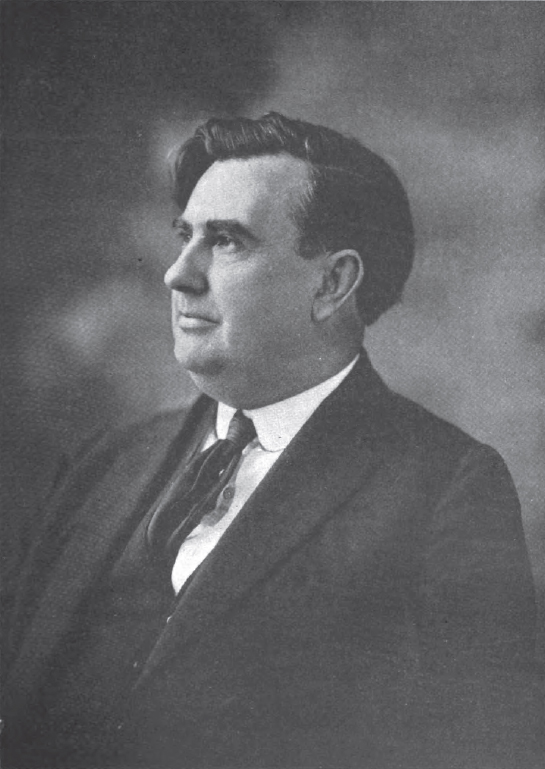
马维尔·米尔斯·洛根（图）于1939年去世，钱德勒填补了他的参议员职位空缺

1939年10月3日，洛根在任上去世，钱德勒于同月9日辞去州长职务，副州长基恩·约翰逊因此升任州长，并于次日任命钱德勒填补洛根的参议员空缺。在随后举行的任期剩余时间填补人选特别选举中，钱德勒先是在民主党初选中击败查尔斯·法恩斯利（Charles R. Farnsley），然后又于1940年11月5日以56万1151票轻取得票40万1812票的共和党对手沃尔特·史密斯（Walter B. Smith）:46。钱德勒始终没有原谅罗斯福总统在1938年参议员初选中对巴克利的支持，但是他总体上还是支持总统，只是会反对部分新政举措:173。
查尔斯的政治导师哈里·伯德是联邦参议院中南方保守派议员的领袖，在他的影响下，钱德勒得以进入军事委员会:173。1943年，钱德勒和另外4位军事委员前往世界各地，对美军的军事基地进行检查:173。他还对罗斯福总统在第二次世界大战中以欧洲战场而非太平洋战场为优先的决定表示强烈异议。
担任联邦参议员后不久，钱德勒在反私刑的法案表决时投下了反对票，此举让黑人社区的许多居民深感失落。该法案会对有出现非法私刑活动的县级地方政府及部分政府官员征收罚款。对于这张反对票钱德勒表示：“我反对任何私刑，无论黑人还是白人，但我认为这份法案中对地方政府和官员的惩罚太过严厉。”法案通过了联邦众议院，但没能通过参议院。之后，钱德勒又和其他来自南方州的参议员一起反对废除人头税，该税长期以来都是防止黑人投票的工具。
1942年任期到期时，钱德勒在民主党初选中面对的是早已变成对头的昔日盟友老约翰·布朗:373。由于之前对反私刑和废除人头税的法案都投下了反对票，美国全国有色人种协进会驻路易维尔分部站到了钱德勒的对立面。竞选期间，布朗指控钱德勒滥用权力，例如在家中建游泳池之举就有违二战期间实施的联邦配给规定:373。参议员邀请杜鲁门委员会对该游戏池的建设过程进行调查，委员会的结论是这其中没有违反联邦配给规定的情况存在:127。接下来钱德勒在初选中战胜布朗，又在普选中轻取共和党对手理查德·科尔伯特（Richard J. Colbert）取得连任:46。
钱德勒相信自己会在1944年民主党全国大会上获得足够支持，成为即将到来总统大选的副总统候选人。但由于肯塔基州与会代表、特别是厄尔·克莱门茨拒绝表示支持，钱德勒未能获得提名。大会最后选择了哈里·S·杜鲁门作为罗斯福的竞选搭档，杜鲁门在1945年罗斯福去世后继任成为总统，对此钱德勒一直对克莱门茨记恨，无法原谅他让自己与美国总统宝座失之交臂。:46

## 大联盟执行长

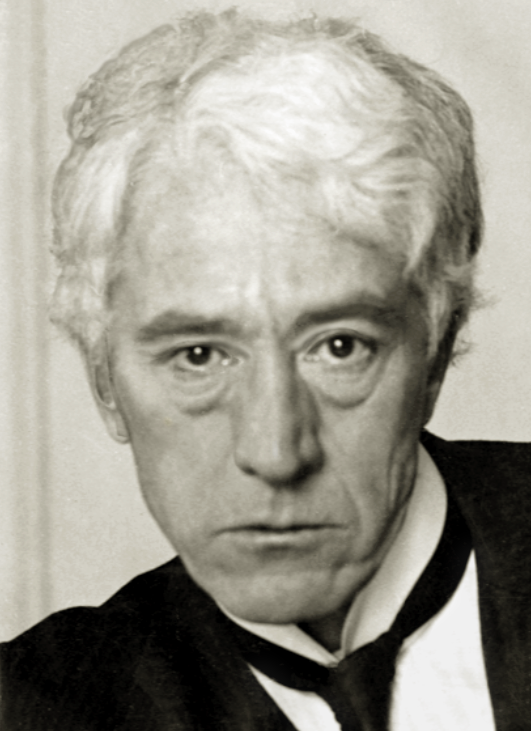
凯纳索·芒廷·兰迪斯（图）去世后，钱德勒继任成为大联盟执行长

1944年11月，首任大联盟执行长凯纳索·芒廷·兰迪斯去世，钱德勒在战争部工作的朋友约翰·戈特利布（John O. Gottlieb）建议他继任。棒球业主担心队伍中的球员会在战争期间被征入伍，所以决定新任执行长必须拥有在哥伦比亚特区为棒球利益代言的能力和影响力:31。担任参议员时，钱德勒曾在战争期间支持棒球利益，这让他得到了棒球业主的认可:31。此外，执行长的年薪达5万美元，相当于当时联邦参议员的5倍，钱德勒于是同意考虑竞争这一职位。
钱德勒的对手包括国家联盟主席福特·弗里克、民主党全国委员会主席罗伯特·汉尼根（Robert E. Hannegan）、前邮政署长詹姆斯·法利（James Farley）、联邦参议员约翰·布里克（John W. Bricker）、联邦调查局局长约翰·埃德加·胡佛、前联邦法官弗雷德·文森、俄亥俄州州长弗兰克·劳斯彻（Frank Lausche），以及战争部副部长罗伯特·帕特森（Robert P. Patterson）:31-32。辛辛那提红人队老板沃伦·贾尔斯（Warren Giles）和芝加哥小熊队老板菲利普·瑞格利（Philip K. Wrigley）对原本最有希望的弗里克表示强烈反对，纽约洋基队老板拉里·麦克菲尔（Larry MacPhail）则开始表态支持钱德勒:31。1945年4月24日，众球队老板在俄亥俄州克里夫兰会面，投票表决选出新任执行长，但钱德勒的名字并没有出现在入围名单上，候选人分别是弗里克、法利、汉尼根、文森、劳斯彻和帕特森:32。所有候选人都没有得到所需的三分之二多数，经过麦克匪尔和纽约巨人队老板霍勒斯·斯托纳姆（Horace Stoneham）的游说，众老板进行了一轮非正式投票，看看有没有拥有当选潜力的人选。:32。钱德勒的名字在全部16轮投票中都位居前三:32，深受鼓舞的业主们于是进行了正式投票:32。经过两轮投票，钱德勒获得了所需的多数支持，并且在第三轮投票中得到一致通过:32。
钱德勒希望能对布雷顿森林协议和联合国宪章的表决投票，所以当选大联盟执行长后还在参议员席位上工作了几个月:365。虽然有媒体报道称他在辞职前就拿到了自己担任参议员的薪水，但实际情况恰恰相反:365。不过，他未能及时履行执行长工作职责之举还是让许多球队老板感到不满，由于未能在1945年世界大赛第三场比赛前及时赶到，他无法就天气状况是否足够良好作出判断来宣布比赛开始:365。多个球队老板认为钱德勒是在出席一场政治会面，但实际上他是因为代表大联盟参加底特律竞技俱乐部的午餐会而导致延误:366。
钱德勒的当选很不受东部媒体的待见，大部分棒球队又都是驻扎在这些地区:107。他说话时那种南方人的拖腔，以及受到一点鼓励就会当众演唱《我的老肯塔基故乡》（My Old Kentucky Home）的作风让一些体育记者认为他有损这一职位的庄重形象:107。还有些人不满他平易近人的民间风格和政治作派，称他是“正在整理羽毛的政客”、“肯塔基饶舌大王”和“（以）握手和亲吻婴儿（为）职业的艺术家”:107。1946年，钱德勒把执行长的办公室从芝加哥迁至辛辛那提，此举导致他和新闻界的隔阂又深了一层:107。
1946年初，墨西哥棒球联盟业主豪尔赫·帕斯奎尔（Jorge Pasquel）和他的四兄弟从即将到来的墨西哥总统大选中抽走资金，来到美国以高额薪金和签约奖金挖角美国棒球选手:111。有些球员得到三倍于大联盟薪水的许诺:111。为了震慑正在考虑前往墨西哥的运动员，钱德勒规定，任何在墨西哥联盟打球，并且截至1946年4月1日仍未回归的球员，今后5年内都不得加入美国职棒大联盟:111。共计有18名球员最终选择不顾这一禁令前去墨西哥，其中包括米奇·欧文（Mickey Owen）、麦克斯·拉尼尔（Max Lanier）和萨尔·马利埃（Sal Maglie）:111:129。佛恩·史蒂芬斯起初同意到墨西哥联盟打球，但还是在4月1日的最后期限前赶回:112。泰德·威廉斯、斯坦·穆休和菲尔·里祖托（Phil Rizzuto）最终都谢绝了利润丰厚的合同和奖金:111。
墨西哥联盟事件后不久，前美国劳资关系委员会谈判员罗伯特·墨菲（Robert Murphy）试图把匹兹堡海盗队组织成公会来进行集体谈判:112。墨菲谴责球员合同中的保留条款，该条款让球队老板可以在球员职业生涯中掌握不受限制的控制权；墨菲要求让球员拥有更多权利，如合同和薪资仲裁的权利:112。钱德勒同匹兹堡海盗队的官员合作，避免球员罢工:113。为此他组建了由替补球员组成的队伍，这支应变队伍中还包括当时已72岁高龄的何那斯·华格纳:113。
多名球员选择墨西哥联盟、加上匹兹堡海盗队罢工的威胁促使众球队老板组建咨询委员会，由拉里·麦克菲尔担任主席，旨在提出建议，平息球员的不满:371。1946年8月27日，委员会递交草案，描述了所需改革的大致框架:113。起初草案在行文中承认，棒球的经营属垄断性质，而种族偏见则是棒球界存在种族隔离的唯一原因:113。但棒球队的律师去掉了这一会引起争议的说法，最终球队老板们接受了修改后的版本:113。

### 打破棒球的肤色界线

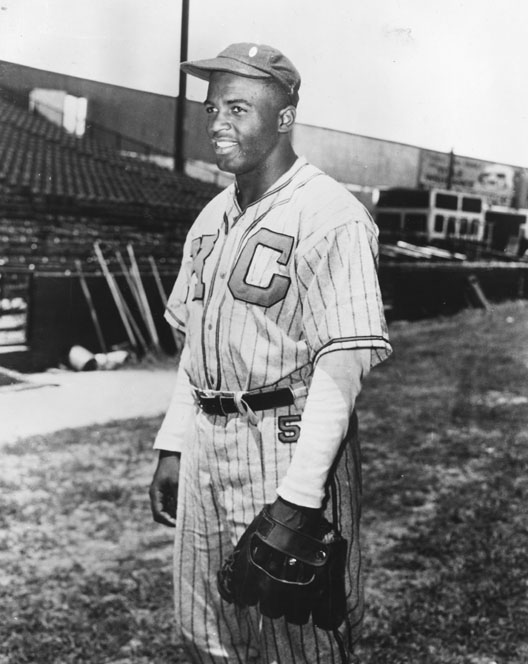
杰基·罗宾森（图）在钱德勒任内打破了棒球界的肤色障碍

钱德勒就任执行长一职数天前，布鲁克林道奇队经理布兰奇·瑞基（Branch Rickey）宣布杰基·罗宾森将与蒙特利尔皇家队签约，成为首位在美国职棒大联盟联属球队打球的非裔美国人球员:35。次年，瑞基把罗宾森的合约从蒙特利尔皇家队转至布鲁克林道奇队，此举打破了棒球界长期存在的肤色歧视障碍。1948年2月，瑞基在威尔伯福斯大学演说，回忆称一些棒球官员于1946年8月28日在芝加哥的布莱克斯通酒店举行了一场秘密会议:37，还称福特·弗里克在会上散发了一份报告，其中称：“虽然心存善意，但使用黑鬼球员会对棒球的所有物理特性造成危害”:37。据瑞基所说，另外15名球队老板都支持这份报告，自己则是唯一持不同看法的人:37，并且弗里克还在会议结束时细心收走了所有的报告副本，避免其中内容传播出去:37。棒球历史学家比尔·马歇尔（Bill Marshall）之后记载，瑞基所称的文件和随后的投票指的应该是咨询委员会的初步建议改革草案:113。根据马歇尔的记载，瑞基在这次演说后不久就确认了这场会议和报告的存在，但收回了对是否接受罗宾森进入大联盟进行投票时仅1支持，15票反对的说法:118。
钱德勒据称也出席了会议，但他一直到1972年接受采访时才公开提及此事:37。他在采访中证实了瑞基说法的主要内容，只是会议的时间和地点不同，改到了1947年1月的华道夫-阿斯多里亚酒店:376。他还回忆称，瑞基于1947年末前来自己位于肯塔基州的家中对此事做进一步讨论:37。据钱德勒所说，瑞基表示在没有得到钱德勒的全力支持前不会对罗宾森的合约转移采取实际行动:37。钱德勒在这次采访后多次提及他与瑞基的面谈，但除了他的说法外没有任何证据能够证实此事:38。尽管如此，之后将成为大联盟执行长的鲍伊·库恩（Bowie Kuhn）和《华盛顿邮报》体育记者鲍勃·艾迪（Bob Addie）都坚持认为，如果当年没有钱德勒插手干预，罗宾森是没有机会到大联盟打球的:38。
1947年赛季里钱德勒的作为可以从侧面证实他的确支持罗宾逊加入大联盟并且实现种族融合。首先，作为执行长，他有权宣布罗宾森的合约无效，但他选择了批准:37。其次，费城费城人队及其经理本·查普曼（Ben Chapman）曾对罗宾森做出一些基于种族的嘲笑，为此钱德勒亲自警告球队和查普曼，如果将来再发生基于种族的无礼行径，他们将会受到纪律处分:40。这年晚些时候，圣路易红雀队球员因对种族融合不满威胁要罢赛，福特·弗里克决定对罢赛球员实行无限制禁赛，钱德勒对此表示坚决支持:40-41。

### 钱德勒任内的其他事项

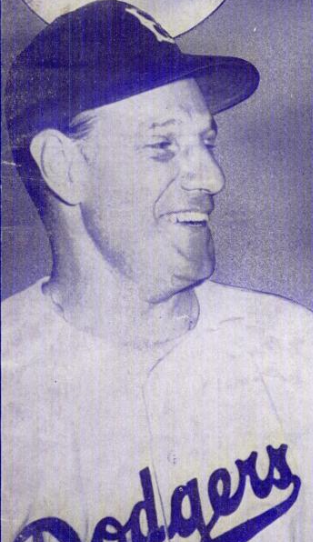
利奥·杜洛奇因“有损棒球的行为”而遭钱德勒停职一年

1946年季后赛期间，开始有传言称洋基队老板麦克菲尔正游说布鲁克林道奇队经理利奥·杜洛奇（Leo Durocher）跳槽到自己的球队。此举激怒了道奇队老板瑞基，他于是鼓动钱德勒对杜洛奇与合伙人、好莱坞男演员乔治·拉夫特（George Raft）的赌博恶习展开调查来还以颜色。休赛期间，钱德勒与杜洛奇会面并劝说对方放弃赌博:126。瑞基指控钱德勒维持双重标准，因为洋基队和道奇队在哈瓦那举行季前表演赛时，他看到麦克菲尔与洋基队的两个赌徒一起，但却没有采取任何行动:126。麦克菲尔接下来请道奇队的两位助理教练——查克·德里森（Chuck Dressen）和约翰·科瑞登（John Corriden）——担任洋基队经理巴基·哈里斯（Bucky Harris）的助手，但这时两人都还受雇于道奇队。钱德勒于是将德里森停职30天，并对麦克菲尔和洋基队处以2000美元罚款。
整个休赛期里，洋基队和道奇队的仇隙继续在纽约的多家报纸上发酵:126。双方作出的指控平分秋色，还有人指责杜洛奇玩弄女性，据称他与有夫之妇、女演员拉雷恩·黛（Laraine Day）有染，最终导致后者离婚:377:126。之后杜洛奇与黛结婚，当地一位天主教神父宣布，观看道奇队的比赛是一种可以宽恕的罪:127。部分受到这一宣布的影响，钱德勒于开幕日数天前以“有损棒球的行为”为名予以杜洛奇停职一年的处罚。
1947年，钱德勒把世界大賽的转播权以47.5万美元价格卖给了广播电台，然后用这笔钱建立棒球球员的退休基金。1949年，他与吉列公司和相互广播公司经谈判达成7年的大赛转播协议，所获437万美元收益都直接注入了退休基金。1950年，这两家公司又与钱德勒谈判达成了为期6年的大赛电视转播协议，钱德勒也再次将所得注入退休基金。
1949年，之前于1946年离开纽约巨人队前去墨西哥联盟打球的丹尼·加德拉（Danny Gardella）提起诉讼控告美国职棒大联盟，声称钱德勒对前去墨西哥联盟打球队员的禁令让自己无法谋生:381，要求赔偿10万美元，还称棒球是联邦反托拉斯法的目标，这一赔偿金额本应再高两倍:381。同样在墨西哥联盟打球的麦克斯·拉尼尔和弗雷德·马丁（Fred Martin）也提起了类似诉讼:381。1949年6月2日，联邦法院拒绝了3位球员在候审期间取消禁令，让他们可以继续打球的要求，但也敦促对棒球业界的反垄断问题尽快作出裁决:381。为了缓解职棒大联盟的法律压力，钱德勒将针对前去墨西哥联盟球员禁令的中止时间提前了近两年:381。拉尼尔和马丁于是放弃了诉讼，只有加德拉继续坚持:381。1949年9月，加德拉的律师在法庭上公开就棒球的反垄断豁免向钱德勒进行了长达一天半的质问，包括钱德勒在内的多名棒球业界高管同意以6万美元的代价同加德尔达成庭外和解:382。
钱德勒的大联盟执行长合约要到1952年4月才到期，但他在1949年12月时就向众球队老板要求将合同期限延长:42。球队老板经投票拒绝了这一请求，但同意在来年12月再次进行考虑:43。1950年的投票结果是9票支持，7票反对，距所需的四分之三多数还差3票:43。1951年3月12日，钱德勒在众球队老板的会议上再次请求延长合约，但投票结果和上次一样，仍然是9比7:43，这让他深感失望，选择在同年7月15日辞职。
1951年8月，钱德勒在接受《体育新闻》（The Sporting News）杂志采访时表示，他曾将纽约洋基队和芝加哥白袜队就外野手迪克·韦克菲尔德（Dick Wakefield）达成的交易作废，这一决定是导致合约未能得到续签的重要原因:45。洋基队将韦克菲尔德卖给白袜队换取现金，但韦克菲尔德在出现薪酬纠纷后拒绝前往白袜队，两支球队于是在应该由哪一方支付韦克菲尔德报酬这一问题上出现分歧:44。钱德勒裁定这起交易无效，这样洋基队就有责任支付报酬，球队老板德尔·韦伯（Del Webb）对此深感愤怒:44。到了20世纪70年代，钱德勒开始把自己促使棒球界实现种族融合之举也作为自己的合约未获续签的原因:43。不过历史学家约翰·保罗·希尔（John Paul Hill）认为这不大可能，因为钱德勒两位最强大的盟友——康尼·马克（Connie Mack）和老沃尔特·布里格斯（Walter Briggs, Sr.）——都强烈反对种族融合，同时，圣路易红雀队是美国职棒联盟中第二支实现种族融合的球队，但该队的第二任老板威廉·德威特（William DeWitt）同样投下了反对票:43。希尔指出，围绕迪克·韦克菲尔德引发的争议、以及钱德勒对德尔·韦柏和红雀队老板弗雷德·赛（Fred Saigh）涉足赌博利益集团传闻的调查，才更有可能他的合同未能延长的真正原因:44。
大联盟执行长任期结束后，钱德勒回到肯塔基州继续从事法律工作，还从事农业生产并出版《伍德福德太阳报》（The Woodford Sun）。肯塔基新闻协会和肯塔基广播协会都将他评为年度人物。他继续涉足体育事业，于1952到1955年间主持了国际棒球大会。

## 第二个州长任期
担任大联盟执行长期间，钱德勒一直保持着同政治的联系。1948年，他成为肯塔基州州权民主党运动领袖:387。该党派总统候选人斯特罗姆·瑟蒙德到访肯塔基州时，钱德勒在自己家中款待，但没有对其竞选公开表示支持:387。到了1951年中期他回到州内长期居住时，要对州长选举产生影响已为时太晚:403。之后的4年里，他不断地积蓄政治能量，准备重返州长宝座:403。

### 1955年州长选举
1955年，钱德勒以“就像你爸，投给哈皮”（Be like your Pappy and vote for Happy，在英语中有“快乐”之意）再次出山竞选肯塔基州州长，这时距他首次当选州长已经过了整整20个年头:174。他在民主党内的对手主要以联邦参议院兼前州长厄尔·克莱门茨和在任州长劳伦斯·韦瑟比为首，但他们难以找到能够与钱德勒一较短长的候选人:403。在任副州长艾默生·“道克”·比彻姆（Emerson "Doc" Beauchamp）是最有可能的人选，但比彻姆在竞选方面能力有限，并且他和洛根县之间的联系也很不利，该县政治受到一些政治老板操纵，这些政治老板中又有些存在腐败的坏名声:403。克莱门茨于是钦点了当时相对钱德勒而言还默默无闻的肯塔基州上诉法院法官伯特·T·康布斯:403。钱德勒给不起眼的康布斯起了个叫“小法官”（The Little Judge）的绰号，对于这位几乎还没有任何记录可以寻找突破口的对手，钱德勒将之描绘成克莱门茨和韦瑟比的马前卒，并对两位前州长冠以绰号“克莱门汀”（Clementine）和“韦瑟比汀”（Wetherbine）加以嘲笑:403。
缺乏经验的康布斯的竞选表现乏善可陈。他在初选竞选期间的第一次演讲枯燥无味，没精打采，这一定程度上是因为他是从准备好的稿子上逐字逐句念下来的缘故:403。演讲中称，肯塔基州可能需要通过增收消费税来平衡预算:403。这次演讲后，《路易斯维尔信使日报》驻法兰克福分部主管休·莫里斯（Hugh Morris）表示：“康布斯的竞选在开始的当天晚上就结束了”:64:403。道克·比彻姆之后向克莱门茨抱怨道：“你还说（我）不会演讲”:403。钱德勒更以康布斯的提议为突破口展开进攻，指控康布斯会增高税率，承诺像自己这样有经验的州长会像第一个任期那样降低税收:65。
钱德勒的竞选战略就是先向韦瑟比政府发起进攻，并且在克莱门茨、韦瑟比和康布斯派系做出回应前就发起新一轮进攻:403。他指控克莱门茨担任州长期间曾花费2万美元为办公室添置一张新地毯，还给州议会大厦装上空调:403，虽然之后有收据显示肯塔基州议会大厦的整个一楼也只花费了2700美元，但钱德勒并未因此停止，称“又没伤害任何人，人民喜欢听到这些”:61。他还指责韦瑟比政府批准购买非洲桃花心木装修州长办公室之举“显然是向着非洲”，并且承诺自己如果能当选，一定会使用“诚实可靠的肯塔基州木材” :61。他谴责用于连接伊丽莎白和路易维尔的收费公路，以及作为州展览会场的自由大厅都是劳民伤财且不必要的建设项目:403。
钱德勒以18000票的优势战胜康布斯赢得民主党初选:403，接下来又在普选中以45万1647票击败得票32万2671的共和党对手埃德温·丹尼（Edwin R. Denney），再次刷新肯塔基州历史上州长选举得票数的差距纪录:174。

### 任内举措
钱德勒上任后不久，州财政收入面对克莱门茨和威瑟比启动的的社会发展计划就已入不敷出，更何况还有他自己提出的新项目:67。他取消了威瑟比任内启动的青少年局，这个部门很受欢迎，旨在统一州内儿童福利项目，但省下的钱仍然不足以平衡预算:66。为了实现自己的竞选承诺，钱德勒没有实施1956年常规立法会议期间通过的预算案，而是召集特别立法会议探讨自己提出的预算案:68。根据这一提议，肯塔基州未来两年的支出会比官方预算超支4600万美元:68，州长说服州议会通过这一预算，并承诺会在之后的特别立法会议上提出税收计划增加财政收入:68。这一税收方案覆盖了全州的15万纳税人，在所得税上增加了附加税，削减税收抵免，还对威士忌新增收5%的生产税，新增针对契据和寿险保费的税项:68；州卡车燃油税每加仑燃油增收2美分，企业税也提高了0.5个百分点:68。此外，预算案还将部分无形资产的税收评估和收取权从地方政府集中到州政府:68。方案中还要求发行100万美元的债券，以便为州内高校提供充足预算，并改善高速公路系统。
虽然民主党在州议会两院都占有多数，但却是派系林立，导致钱德勒难以为提案获取足够支持:405。一些议员属克莱门茨和康布斯派系，不愿意同头号政敌钱德勒合作:70。同时还有包括约翰·布雷肯里奇（John B. Breckinridge）在内的一些自由派议员出于政治哲学上的分歧无法同州长达成一致:70。1958年立法会议接近尾声时，这些议员要求通过特别立法会议来讨论学校和福利计划所需要的资金，但由于自由派仍然无法同意只通过那些州长提交的措施，钱德勒拒绝召集特别立法会议:70。派系之争迫使钱德勒在第二次担任州长期间同共和党议员合作，他包括税收计划在内的大部分提议都是靠着这样的方式才得以通过:405。这也经常意味着州长要投桃报李，承诺修筑共和党选区的道路:70。

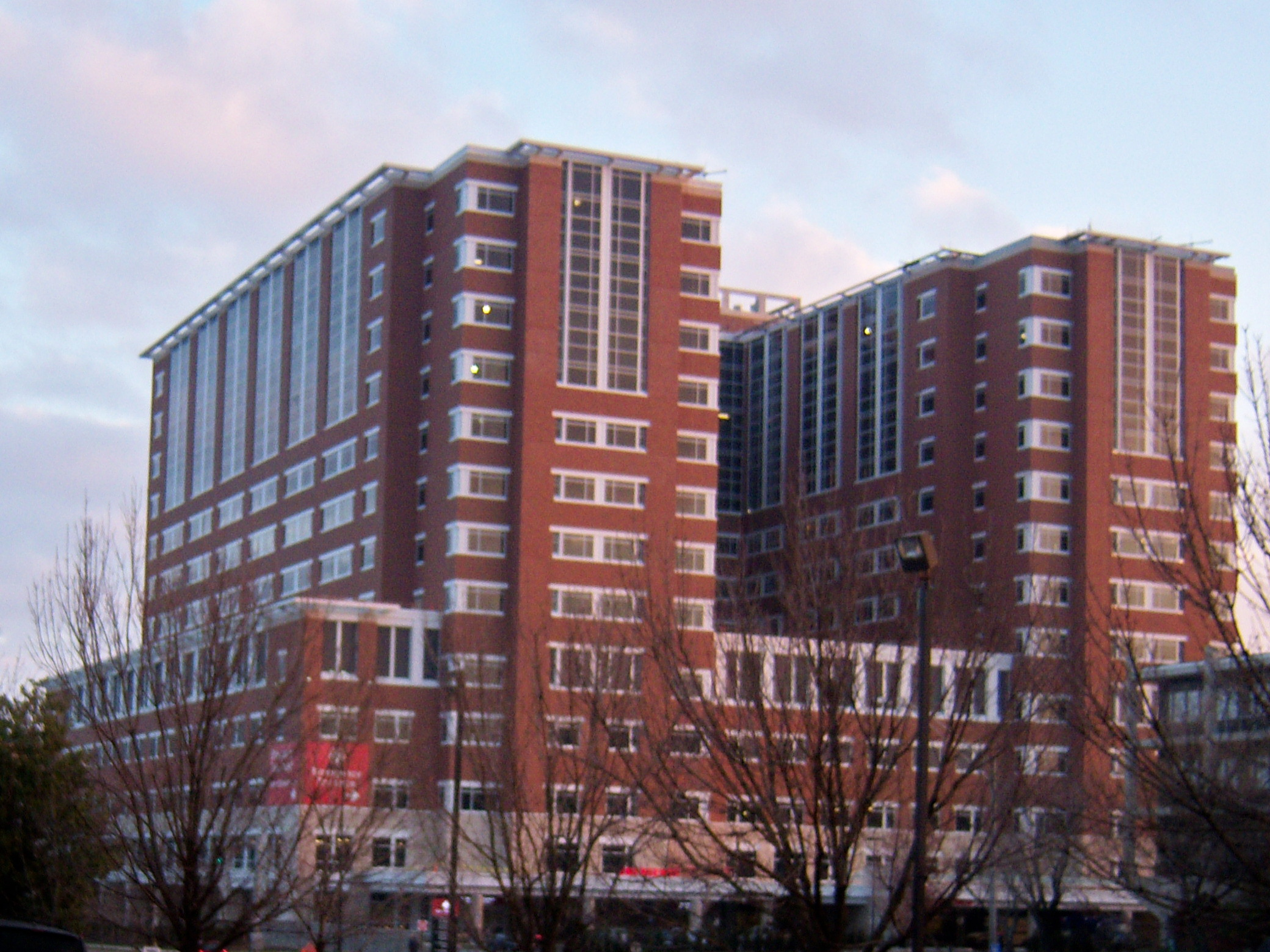
阿尔伯特·B·钱德勒医院是钱德勒医疗中心的一部分，以此命名来向州长钱德勒致敬

钱德勒曾在竞选时承诺资助肯塔基大学建立一所医学院，但这时路易斯維爾大學已经有了医学，并且民意调查结果表明肯塔基州大部分医师都反对这一计划:66。尽管如此，钱德勒还是信守自己的承诺，拨款500万美元建立阿尔伯特··钱德勒医院中心，之后更名钱德勒医疗中心。钱德勒表示，建立这所医学院是自己作为州长最自豪的成就。
正如担任棒球执行长时一样，钱德勒的第二个州长任期同样面临时种族融合的难题。当选后，他在第一时间发布行政命令，确保州内的黑人和白人都能够平等地利用州立公园系统资源。他公开对联邦最高法院1954年在布朗訴托皮卡教育局案中的裁决表示认可，承诺将其作为国家法律执行:388。肯塔基州上诉法院次年宣布肯塔基州对抗种族融合的《日间法》无效:388。州内一些地区对这一变革加以抵制。1956年猶尼昂縣就出现了一个有名的案例，斯特吉斯（Sturgis）有9名黑人学子打算进入之前只有白人的斯特吉斯高中，结果有500名反对人士加以阻拦。1956年9月4日，钱德勒召集超过900名国民警卫队员和多辆M47巴頓坦克前去驱散人群:388。双方对峙了18天之后抗议人士才和平散去。此后不久，州长对克莱出现的抗议也采用了类似手段，事情最终也和平解决。对于自己的做法，钱德勒表示：“我们对必须要用这样的手段才能保护公民的平等权利感到遗憾，但我们别无选择”。
钱德勒仍然对自己成为美国总统充满希望，出席1956年民主党全国大会时，他还是期望着能够得到党派的总统候选人提名:404。虽然自己的顾问也说，大会将提名阿德莱·史蒂文森，但钱德勒仍未放弃，只是最终只获得了36.5票。史蒂文森获得提名后，钱德勒既难受又失望地回到肯塔基州:403。由于联邦参议员阿尔本·巴克利去世，并且另一位参议员克莱门茨的任期也即将结束，因此肯塔基州还需要在1956年11月选举两名联邦参议员:403。克莱门茨希望获得连任，肯塔基州民主党委员会选择了威瑟比作为巴克利席位的候选人:403。钱德勒拒绝公开支持史蒂文森、克莱门茨和威瑟比，最终三个席位分别由共和党人德怀特·艾森豪威尔、约翰·谢尔曼·库珀和特鲁斯顿·巴拉德·莫顿（Thruston Ballard Morton）获得:403-404。
钱德勒在1959年州长选举初选时支持自己的副州长哈里·李·沃特菲尔德:406，民主党反钱德勒派系再次推举伯特·康布斯应战:407。吃一暂，长一智，这次康布斯主动出击，谴责钱德勒涉嫌要求州政府雇员把薪金的2%捐出来帮助自己竞选:407。根据这一说法，钱德勒把这些钱存在古巴银行，因此他人无法追查，但菲德尔·卡斯特罗通过古巴革命掌权后，钱德勒存在该国的钱也就相应打了水漂:407。最终，康布斯以29万2462票一雪前耻，沃特菲尔德则得到了25万9461票:407。共和党人提名小约翰··罗宾逊（John M. Robsion, Jr.）迎战康布斯，民主党总统哈里·S·杜鲁门来到帕迪尤卡为康布斯摇旗呐喊，但钱德勒这时却拒绝前去表示欢迎，这实际上按照惯例已经是在任州长的责任:96。更有甚者，钱德勒还在给杜鲁门的信中对自己党派的提名人选展开猛烈攻势，称康布斯是个骗子，还指称副州长候选人威尔逊·怀亚特（Wilson Wyatt）当年在总统手下任职时曾通过为寻找美国人争取民主行动组织提供方便来伤害杜鲁门:97。

## 晚年生活和谢世
1957年，钱德勒与另外9人得以成为首批入选肯塔基州体育名人堂的人物。身为凡尔赛圣约翰教会成员，他又于1959年获圣公会主教勋章。同年，邦联之女联合会授予他兵役十字勋章。钱德勒还曾担任泰·柯布基金会和特兰西瓦尼亚大学董事。在1960年民主党全国大会上，他再次寻求党派总统候选人提名，称当时的领跑人选约翰·肯尼迪是个“年轻的好小伙……（但）对于提名来说也太年轻了”。钱德勒向大会提出让自己获得总统候选人提名，肯尼迪作为副总统，但大会选择了肯尼迪作为总统候选人。
1962年1月3日，钱德勒在法兰克福设立了竞选总部，宣布自己有意第三次竞选州长，这在肯塔基州是史无前例的，钱德勒采用的竞选口号是“63年的（钱德勒全名的缩写）”:183。他在初选中的对手是即将离任州长伯特·康布斯钦点的爱德华·T·布里赛特（Edward T. "Ned" Breathitt, Jr.）:411。钱德勒继续采用熟悉的的竞选手法，指控康布斯政府在州议会大厦草坪上所建的花钟纯粹是浪费纳税人的钱财，还谴责消费税在康布斯任内死灰复燃:411。不过，他很难适应当时越来越重要的电视媒体，他的攻击也没有收到理想的效果:411。
布里赛特指责钱德勒担任参议员时曾支持美国正式宣布加入二战，但很快就辞去了后备军上尉的职位，这样的议论激怒了钱德勒:213。根据他的说法，自己在投下支持票后则要求战争部长亨利·刘易斯·史汀生让自己参与实战:213，是史汀生拒绝了这一请求，称与军队上尉相比，他更需要参议员，这以后钱德勒才辞去了自己的军事职务:213。但是，与1955年选举时钱德勒没有因为有收据说明自己的指控站不住脚而停止攻击一样，布里赛特依然在不断重复这一指控:213。
钱德勒在初选中以超过6万票的差距不敌布里赛特，只有竞选搭档沃特菲尔德赢得了副州长提名:215。新闻工作者约翰·艾德·皮尔斯指出，这场失败标志着肯塔基州民主党钱德勒派系的消亡，只是钱德勒本人仍然保有一定程度的影响力:180。

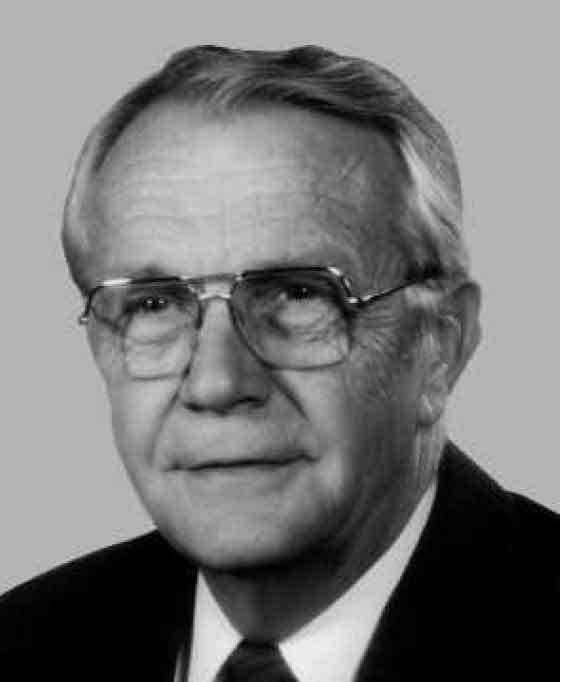
温德尔·H·福特在1971年州长选举中战胜钱德勒

1965年，钱德勒入选肯塔基大学杰出校友堂，并成为大陆橄榄球联盟执行长。1966年，联盟董事会对是否允许职业美式足球大联盟球员参赛进行表决，董事会成员事先向钱德勒透风称这一提议不会通过，但最终的投票结果却截然相反，为此钱德勒辞去了执行长职位。他担任民主党全国委员会的肯塔基州代表，并在一定程度上成为常年候选人，1967年和1971年他都参与了州长竞选，最终都以失败告终。1967年输掉民主党初选后，他选择支持共和党候选人路易·B·纳恩:175。纳恩当选后任命钱德勒成为肯塔基大学校董会董事，他一共任职了三届。
1968年，钱德勒一度很有希望成为阿拉巴马州前州长乔治·华莱士的竞选搭档，作为美国独立党候选人候选人参加这年的总统大选。但是华莱士最终选择了空军上将柯蒂斯·勒迈。两人最终输给了理查德·尼克松和斯皮罗·阿格纽。钱德勒表示，他与华莱士无法在种族问题立场上达成共识。
1971年，钱德勒以独立候选人身份再度参加州长选举，但是他只得到了3万9493票，民主党候选人温德尔·H·福特以47万零720票赢得了这场选举，共和党候选人汤姆·艾伯顿（Tom Emberton）虽然不及，但也有41万2653票:415。继任福特州长职位的朱利安·卡罗尔（Julian Carroll）再度任命钱德勒担任肯塔基大学校董会董事。
美国职棒大联盟退役老将委员会于1982年选择钱德勒进入棒球名人堂。1987年，电影导演罗比·汉森（Robby Henson）制作了时长30分钟，以钱德勒为轮廓的纪录片《·“哈皮”·钱德勒的生平和时代》（Roads Home: The Life and Times of A.B. 'Happy' Chandler）。
钱德勒在1987年肯塔基州州长选举民主党初选中支持黑马候选人华莱士·威尔金森，这在后者最终当选上起到了至关重要的作用。威尔金斯则在当选后恢复了钱德勒在肯塔基大学董事会的投票权，因为前州长小约翰·Y·布朗（John Y. Brown, Jr.）只是授予钱德勒这一董事会的“荣誉”董事席位，并没有投票权。1988年4月5日，肯塔基大学董事会就是否出售该校在南非的投资开会讨论，钱德勒在会上说出了“你知道津巴布韦现在都是黑鬼，一个白人都没有吧”这样的话。这句话立即激起强烈反响，大学教务会和学会会都要求钱德勒辞职，约50名学生游行至校长大卫·罗塞尔（David Roselle）的办公室，要求钱德勒要么道歉，要么辞职。面对自己引来的争议，钱德勒于次日表示：我是在西肯塔基的一个小镇长大。那儿有400名白人和400名黑人，我们就叫他们黑鬼，他们不介意。我现在至少可以做的，是暂时收回这句话，当然，我也希望自己没说过这句话”。许多人对这样的道歉并不满意，有约200名示威者在州议会大厦前游行，要求州长威尔金斯将钱德勒撤职。威尔金斯没有接受这一要求，呼吁大家原谅钱德勒。
1989年，钱德勒出版了自传《英雄、普通人和臭鼬》（Heroes, Plain Folks, and Skunks）。他在接受肯塔基大学学生报纸《肯塔基内核》（The Kentucky Kernel）采访时又一次被问起前一年的争议性言论，他在自传中也讨论了此事。根据报道，钱德勒当时的答复是：“我说大部分津巴布韦人都是黑鬼，他们也的确是黑鬼”。这又引发了新一轮抗议和要求他辞职的呼声。面对这场争议，钱德勒的私人助手表示：“他再次用到这些时是为了说明，自己用这些词时并没有种族污辱的意味”，所以《肯塔基内核》的报道存在“彻底失真”。
1991年6月15日，阿尔伯特·本杰明·“哈皮”·钱德勒在凡尔赛辞世，身后遗骨下葬在凡尔赛附近的毗斯迦长老教会教堂墓地。这时距他的93岁生日还差一个月，钱德勒也由此创下了最后两个纪录：棒球名人堂最长寿的成员，以及最长寿的肯塔基州州长。

## 扩展阅读
- Chandler, Happy; John Underwood. . Sports Illustrated. 1971-05-03  [2014-10-14]. （原始内容存档于2012-11-04）.
- Chandler, Happy; Trimble, Vance H. . foreword by Bob Hope. Chicago, Illinois: Bonus Books, Inc. 1989.
- Chandler, Happy; John Underwood. . Sports Illustrated. 1971-04-26.
- Marshall, William. . Lexington, Kentucky: The University Press of Kentucky. 1999.
- Powell, Robert A. . Danville, Kentucky: Bluegrass Printing Company. 1976. OCLC 2690774.

| 官衔                       | 官衔                                                        | 官衔                   |
| -------------------------- | ----------------------------------------------------------- | ---------------------- |
| 前任者： 小詹姆斯·布里赛特 | 肯塔基州副州长 1931 – 1935年                                | 繼任者： 基恩·约翰逊   |
| 前任者： 鲁比·拉冯         | 肯塔基州州长 1935 – 1939年                                  | 繼任者： 基恩·约翰逊   |
| 前任者： M·M·洛根          | 美國肯塔基州（第二類）參議員 1939年10月10日 – 1945年11月1日 | 繼任者： 威廉·斯坦菲尔 |
| 前任者： 劳伦斯·韦瑟比     | 肯塔基州州长 1955 – 1959年                                  | 繼任者： 伯特·T·康布斯 |

| 政党职务               | 政党职务                            | 政党职务               |
| ---------------------- | ----------------------------------- | ---------------------- |
| 前任者： 鲁比·拉冯     | 民主党肯塔基州州长候选人提名 1935年 | 繼任者： 基恩·约翰逊   |
| 前任者： 劳伦斯·韦瑟比 | 民主党肯塔基州州长候选人提名 1955年 | 繼任者： 伯特·T·康布斯 |

| 榮銜               | 榮銜                                                                      | 榮銜                 |
| ------------------ | ------------------------------------------------------------------------- | -------------------- |
| 前任： 阿尔夫·兰登 | 美国上任时最年轻的州长 1987 – 1991年                                      | 繼任： 哈罗德·史塔生 |
| 前任： 约翰·丹纳赫 | 最资深的在世联邦参议员 （仍然在职或已经去职） 1990年9月22日–1991年6月15日 | 繼任： 约瑟夫·波尔   |

| 體育角色                    | 體育角色                 | 體育角色             |
| --------------------------- | ------------------------ | -------------------- |
| 前任者： 凯纳索·芒廷·兰迪斯 | 大联盟执行长 1945 – 1951 | 繼任者： 福特·弗里克 |